# Västre Ålistjärnen
Västre Ålistjärnen är en sjö i Skellefteå kommun i Västerbotten och ingår i Skellefteälvens huvudavrinningsområde. Sjön har en area på 0,0545 kvadratkilometer och ligger 204,1 meter över havet.

## Delavrinningsområde
Västre Ålistjärnen ingår i det delavrinningsområde (719909-171432) som SMHI kallar för Mynnar i Granforsens Dämn.Omr.. Medelhöjden är 210 meter över havet och ytan är 19,35 kvadratkilometer. Räknas de 4 avrinningsområdena uppströms in blir den ackumulerade arean 45,54 kvadratkilometer. Brubäcken som avvattnar avrinningsområdet har biflödesordning 2, vilket innebär att vattnet flödar genom totalt 2 vattendrag innan det når havet efter 44 kilometer. Avrinningsområdet består mestadels av skog (80 procent). Avrinningsområdet har 1,33 kvadratkilometer vattenytor vilket ger det en sjöprocent på 6,9 procent.